# Benguetsmygsångare
Benguetsmygsångare (Locustella seebohmi) är en fågel i familjen gräsfåglar inom ordningen tättingar. Den förekommer endast i bergstrakter på ön Luzon i Filippinerna. Trots det begränsade utbredningsområdet anses beståndet vara livskraftigt.

## Utseende och läte
Benguetsmygsångaren är en rätt liten och slank fågel. Den är varmbrun på ovansida och på buken, vit på strupen och svagt gråstreckad på bröstet. Vidare syns ett otydligt ljust ögonbrynsstreck samt ljusa band på undre stjärttäckarna. Arten är lik långstjärtad smygsångare men har kortare stjärt och mer gråaktig snarare än djupt brun undersida. Den liknar även luzoncettian, men har inte lika tydligt ögonbrynsstreck som denna. Sången består av en serie genomträngande och raspigt ringande toner som upprepas regelbundet.

## Utbredning och systematik
Fågeln förekommer i bergen på norra Luzon (norra Filippinerna). Den behandlas som monotypisk, det vill säga att den inte delas in i några underarter.

### Släktestillhörighet
Arten placerades tidigare i släktet Bradypterus men DNA-studier visar att de asiatiska medlemmarna av släktet står nära arterna i Locustella och förs därför numera dit.

### Familjetillhörighet
Gräsfåglarna behandlades tidigare som en del av den stora familjen sångare (Sylviidae). Genetiska studier har dock visat att sångarna inte är varandras närmaste släktingar. Istället är de en del av en klad som även omfattar timalior, lärkor, bulbyler, stjärtmesar och svalor. Idag delas därför Sylviidae upp i ett flertal familjer, däribland Locustellidae.

## Levnadssätt
Benguetsmygsångaren hittas i gräsrika dalar i lägre bergstrakter. Liksom andra arter i familjen är den mycket tillbakadragen och svår att få syn på.

## Status
Utbredningsområdet är begränsat, men beståndet anses vara stabilt. Internationella naturvårdsunionen IUCN listar arten som livskraftig.

## Namn
Fågeln vetenskapliga artnamn hedrar Henry Seebohm (1832–1895), en brittisk handelsman och ornitolog. Benguet är en provins på ön Luzon i Filippinerna.